# Paukuttaja
Paukuttaja eller Paukuttajajärvi är en sjö i Finland. Den ligger i kommunen Suomussalmi i landskapet Kajanaland, i den nordöstra delen av landet, 600 km norr om huvudstaden Helsingfors. Paukuttaja ligger 241,3 meter över havet. Den är 6,32 meter djup. Arean är 79,3 hektar och strandlinjen är 6,28 kilometer lång. Sjön  ingår i Uleälvens huvudavrinningsområde. 